# Sapci
Sapci is een plaats in de gemeente Garčin in de Kroatische provincie Brod-Posavina. De plaats telt 566 inwoners (2001).